# Leptopeza tachydromiaeformis
Leptopeza tachydromiaeformis är en tvåvingeart som beskrevs av Mario Bezzi 1904. Leptopeza tachydromiaeformis ingår i släktet Leptopeza och familjen puckeldansflugor. Inga underarter finns listade i Catalogue of Life.